# Milagro (Navarra)
Milagro es una villa y un municipio español de la Comunidad Foral de Navarra, situado en la Merindad de Olite, en la comarca de la Ribera Arga-Aragón y a 79,5 km de la capital de la comunidad, Pamplona. Cuenta con una población de 3639 habitantes (INE 2024).

## Toponimia
El nombre del lugar procede del latín miraculum, que significa ‘mirador’, y que haría referencia a un punto de observación; no tiene relación con cuestiones religiosas.
En la documentación antigua presenta las formas Miraclo (1198, NEN), Miraglo (1201, 1210, 1229, 1232, 1268, 1280, 1330, 1350, 1366, NEN) y Miraglum (1210, NEN).

## Geografía
La villa de Milagro se sitúa en una pequeña elevación, sobre cuya falda se asienta, situada a la orilla derecha del río Aragón, a 1500 metros de la desembocadura de éste en el río Ebro por su margen izquierda.
En la geografía navarra está ubicada en el borde sureste formando parte de la Ribera.
El municipio limita con Villafranca al norte, con Funes al oeste, con Cadreita al este y, formando frontera directa, con La Rioja al sur.

## Historia
Milagro es una villa ubicada en la Ribera de Navarra, en la confluencia de los ríos Ebro y Aragón. Pueblo industrial y agrícola, municipio de tradiciones y villa emprendedora, con un importante desarrollo económico-industrial en sectores estratégicos como el agroalimentario o las energías renovables.

### Orígenes
Los orígenes de la villa se remontan al año 1000 AC, en la Edad del Hierro, en esta época aparecieron dos pueblos: los íberos y los celtas; momento en el que ya se empezaba a perfilar el carácter defensivo de Milagro. En esta área se trabajó el sílex en talleres al aire libre, pero no se han encontrado aquí restos de esta época, lo cual no quiere decir que no los haya. Posteriormente los romanos concedieron el fuero de Lacio durante la época de Vespasiano. De esta época se han encontrado restos de una tumba de inhumación romana y un fragmento de anillo de hierro entre otros.

### Etapa musulmana
Después de la invasión musulmana de la península, Milagro quedó incorporado dentro de la zona controlada por la familia Banu Qasi. La influencia de los musulmanes queda patente por ejemplo en el sistema de empedrado de las calles, el sistema de irrigación de las tierras con acequias, el aprovechamiento de la tierra y la transformación de la lengua al mezclarla con la nativa. En 1098, tras la reconquista, Pedro I edificó la atalaya del Miráculo, conocida como la cueva del Moro o el Castillo por la necesidad de consolidar un frente de fortificación ante Tudela. El emplazamiento del castillo, del que hoy solo quedan ruinas (apenas cuatro paredes), fue un lugar estratégico, dominante sobre su entorno, con dos de sus caras sobre una escarpada o declive abrupto y empinado, de unos 60 m sobre el nivel del río Aragón, dificultando sus accesos La denominación MILAGRO se la dio el rey y proviene del latín: MIRACULO es decir: MIRADOR, si bien hoy día, popularmente, parece relacionarse más con: milagro, en sentido religioso.

### SiglosXII-XIX
Esta época supuso el auge de la vida urbana y el desarrollo de las familias forales. Milagro tuvo el fuero que se repartió por los pueblos de la zona: Falces, Rada, Peralta, Villafranca, Valtierra y Arguedas entre otros. Durante el reinado de Sancho El Fuerte (1194-1234) Milagro aparece como una de las plazas fuertes que el monarca tenía a lo largo de la ribera izquierda del río Ebro.
- siglo XIII. El 16 de julio de 1212 tuvo lugar la Batalla de las Navas de Tolosa. Numerosos vecinos de la villa participaron en ella bajo las órdenes del rey Sancho VII de Navarra. Esta batalla marca el declive del poder musulmán en la península ibérica.

- siglo XIV. Existen documentos que confirman la presencia de Judíos en la villa. En especial se constata el fallecimiento de algunos miembros de la comunidad judía, debido a la pobreza. Posteriormente desparecerían de la zona a consecuencia de la persecución de la que fueron objeto.

- siglo XV. A pesar de que las tierras de Milagro daban una rica variedad de productos y frutas durante esta época sus habitantes pasaron muchas calamidades y privaciones que la llevaron casi a despoblarse, por lo que los Reyes de Navarra tuvieron que correr en auxilio de Milagro.

- siglo XIX. Durante la Guerra de la Independencia Milagro jugó un papel importante en la estrategia militar de la zona. En el área de la desembocadura del río Aragón en el río Ebro se situaron las tropas del Mariscal Bon Adrien Jeannot de Moncey durante la Batalla de Tudela en la que las tropas españolas fueron barridas por fuerzas francesas el 23 de noviembre de 1808 y, que a la postre, significaría la toma de Zaragoza en el segundo de los Sitios de Zaragoza.

### Finales delsigloXIXy principios delsigloXX
A finales del siglo XIX y principios del siglo XX Alfonso XIII ocupa el trono de España, el ambiente político de aquella época estaba alterado por las disputas entre liberales y conservadores. Este ambiente no era ajeno a Milagro donde llegaron a constituirse grupos de ambos tendencias políticas y también carlistas. La mayoría del pueblo, que luchaba por sobrevivir no entendía apenas de política, no obstante pertenecían a alguno de estos grupos por ver en la política un medio para la obtención de algún medio material.
En aquella época, durante las votaciones, los jornaleros esperaban a última hora de la tarde para votar y lo vendían en lo que podría denominarse una subasta pública, para la cual los partidos buscaban a alguien para que hiciese la negociación y así todos salían ganando; los partidos obtenían votos y los vecinos productos, sobre todo alimenticio. Durante estos años, hasta la llegada de la dictadura, existía una aspiración popular por la justicia social y el reparto equitativo de la riqueza. La penuria y el paro serían característicos de esta época.
En este ambiente político y laboral pasaron los años hasta la llegada de la dictadura con el general Primo de Rivera en 1923, momento en el que las tramas políticas quedan extintas. En Milagro, al igual que en otros lugares se creó el Somatén, un grupo de vecinos autorizados para portar y manejar armas de fuego y que se encargaban de la vigilancia de la villa y el mantenimiento del nuevo orden establecido. Durante la dictadura se revitalizó el trabajo y desapareció el paro gracias a un impresionante plan de obras públicas, no obstante, y dado el carácter agrícola de Milagro, nada de esto fue efectivo en esta localidad.
Así seguía Milagro cuando en 1931 se proclamaba la II República. En Milagro fue recibida con esperanza. Reaparecieron los partidos políticos y los sindicatos obreros, así, en poco tiempo el pueblo quedó dividido en dos tendencias: derechas e izquierdas. Durante este período hubo alguna que otra manifestación en apoyo de alguna reivindicación. Si bien esta división política existía en Milagro cabe decir que no se llegó a una separación social y existió tolerancia entre los vecinos.

### Guerra civil española
En 1936 la vida de los milagreses experimentaría el período más doloroso de su historia, el 18 de julio se produjo el Alzamiento Militar quedando la zona bajo influencia Nacional. Iniciada la Guerra Civil 78 personas fueron asesinadas, comenzando el día 22 de julio de 1936 hasta el mes de mayo de 1937, en que se produjeron los últimos fusilamientos de milagreses. Significativo fue el día 5 de agosto cuando 25 milagreses "desaparecen en el término de Peralta, dándoselos por muertos", según el Delegado local. El párroco Victoriano Aranguren, que había solicitado clemencia en alguna ocasión para los detenidos muere en extrañas circunstancias.

### Tiempos recientes
Pasado este período Milagro pasó a la época de la posguerra la cual se caracterizó por la carencia de alimentos, especialmente del aceite. En esta situación seguirían los milagreses durante los 40 y 50. Supuso un gran impulso para la calidad de vida de los milagreses, dentro de lo que esta etapa permitía, la construcción de más de un centenar de viviendas protegidas impulsadas por el Ministerio de la Vivienda, las conocidas casas baratas sirvieron para emplear a decenas de milagreses en su construcción y para sacar de las "chabolas" a una parte importante de la población. En la década de los 60 vino la prosperidad a todos los niveles gracias al trabajo y a la industrialización, así durante estos años Milagro vio incrementados los puestos de trabajo gracias a la aparición y/o mejora de las empresas locales: Industrias Lebrero, Conservas Virto, Conservas Ursua, Conservas Caride, Covena, etc.

## Demografía
Milagro cuenta con una población de 3639 habitantes (INE 2024).
| Gráfica de evolución demográfica de Milagro entre 1842 y 2021                                                       |
| |
| Población de derecho según los censos de población del INE Población de hecho según los censos de población del INE |

## Administración y política
| Partido político | Partido político                         | 2019               | 2019               | 2015  | 2015       | 2011  | 2011       | 2007  | 2007       | 2003  | 2003       | 1999  | 1999       | 1995  | 1995       | 1991  | 1991       |
| Partido político | Partido político                         | %                  | Concejales         | %     | Concejales | %     | Concejales | %     | Concejales | %     | Concejales | %     | Concejales | %     | Concejales | %     | Concejales |
|                  | Partido Socialista de Navarra (PSN-PSOE) | 48,78              | 6                  | 43,32 | 5          | 45,97 | 5          | 39,37 | 4          | 46,36 | 5          | 51,06 | 6          | 47,39 | 5          | 44,85 | 5          |
|                  | Navarra Suma (NA+)                       | 48,78              | 5                  | —     | —          | —     | —          | —     | —          | —     | —          | —     | —          | —     | —          | —     | —          |
|                  | Izquierda-Ezkerra (I-E)                  | 4,11               | 0                  | 7,36  | 0          | —     | —          | —     | —          | —     | —          | —     | —          | —     | —          | —     | —          |
|                  | Unión del Pueblo Navarro (UPN)           | Navarra Suma (NA+) | Navarra Suma (NA+) | 47,36 | 6          | 49,58 | 6          | 59,67 | 7          | 51,47 | 6          | 47,94 | 5          | 51,45 | 6          | 53,93 | 6          |

## Fiestas
- Fiestas de febrero en honor de San Blas: estas fiestas son siempre los días 2 y 3 de febrero. El día 2 es el reparto de roscos, nueces e higos bendecidos, en la hoguera, es tradición dar tres vueltas a la hoguera para que San Blas te proteja de los dolores de garganta.

El día 3, el santo es portado por los quintos que cumplen 18 años por todas las calles del pueblo.
- Fiestas de la Juventud: Son el fin de semana del 25 de julio, festividad de Santiago Apóstol, todo este fin de semana está dedicado a la juventud, Entre los actos destacan: las vacas y la elección de la reina, damas de honor y el míster de los quintos.
- Día de la cereza: Desde hace ya algunos años este municipio dedica un día (normalmente en junio) a esta fruta típica en Milagro y que actualmente está reconocida como Fiesta de interés turístico en Navarra. Es un evento gastronómico que también suele tener lugar en la zona de la ribera. El día de la Cereza comenzó en el año 2000 y el fundador de dicho día fue Jesús María Barrado Pardo, en aquel entonces, Alcalde de Milagro. Este día también es llamado La Fiesta de la Cereza. Esta Fiesta de la Cereza, se ha consolidado como una fiesta más en el calendario festivo con gran aceptación y participación de todos los vecinos de Milagro. En los años 2020 y 2021 no se pudo celebrar por la pandemia. Más información sobre la cereza de Milagro en la página web del Ayuntamiento, www.milagro.es.
- Fiestas de septiembre en honor de san Blas: En la primera semana de septiembre, la villa entra en una semana de fiesta, con el chupinazo; el día de San Blas, las vacas son las principales protagonistas, seguido de rondas de jotas en honor de dicho santo, las verbenas, los encierros, el día dedicado a la mujer, al niños, a los más ancianos y el día de las peñas, que se celebra desde hace unos 5 años. Son 9 días de fiesta y color.
- La Virgen del Patrocinio: Es la patrona de Milagro, en el mes de noviembre tiene lugar la subida a la Iglesia Parroquial, donde se celebra la novena en Su honor, el domingo siguiente la Patrona es devuelta a Su casa. La Virgen descansa todo el año en la ermita que lleva su nombre.

## Personas destacadas
- Santos Cerdán político que tuvo varios puestos de responsabilidad dentro del PSOE entre 2014 y 2025 hasta su dimisión por su implicación en el caso Koldo.
- Manolo Los Arcos.
- Jesús Rodero, gastrónomo y taurino navarro.
- Joseph García de Salcedo mariscal de campo, gobernador de Nueva Vizcaya.
- Esteban Bayona, 1919 fundador de Balay en 1951.

## Premios
La localidad recibió en 2016 el Premio NaTV en la categoría de "Pueblo Ejemplar".